# Can Cosme Vidal
Can Cosme Vidal és un monument del municipi d'Alcover protegit com a bé cultural d'interès local.

## Descripció
Edifici de planta baixa i dos pisos. A la planta baixa s'obre una porta rectangular d'accés, amb grans dovelles de pedra. A ambdós costats apareixen dues finestres superposades. Al primer pis es troba un balcó seguit del qual ha estat eliminada la barana, amb quatre portes de llindes coronades per frontó. Al segons pis, que correspon a les golfes, hi ha vuit finestres d'arc de mig punt. L'obra de la façana és de pedra local, denominada saldó. L'element sustentant dels sostres és la biga. l'interior es distribueix simètricament d'acord amb un eix perpendicular a la línia de façana. A la façana hi ha una placa amb la inscripció.: "En aquesta casa nasqué el poeta i escriptor català En Cosme Vidal Josep Alardern 1869-1918" (Cosme Vidal era conegut amb el pseudònim Josep Alardern).

## Història
La casa Cosme fou construïda, juntament amb la bessona casa de l'Abadia, per l'arquitecte Pere Blai l'any 1618 per als germans Anton i Pròsper Company, que tornaren d'Amèrica després d'haver fet fortuna. Fou casa natal dels germans Vidal Rosich (Cosme i Plàcid), escriptors notables d'Alcover de finals del segle xix. En el seu origen l'edifici era unifamiliar, recentment s'ha utilitzat com a habitatge plurifamiliar i s'hi han fet moltes modificacions, tot i haver respectat la façana i la planta baixa, que conserva el seu aspecte original.
En data d'abril de 1990 l'edifici es trobava en venda.